# Ұ
Ұ (minuskule ұ) je písmeno cyrilice. Je používáno pouze v kazaštině. Jedná se o variantu písmena Ү.